# 小さな犯罪者
『小さな犯罪者』（Little Criminals）は、アメリカ合衆国のシンガーソングライター、ランディ・ニューマンの5作目となるスタジオ・アルバムである。
ニューマンの他の多くの作品と同様、本作は既存のポップス音楽に共通するテーマを避け（ラヴ・ソングは「I’ll Be Home」1曲しかない）、風変わりな登場人物と皮肉交じりな視点によって音楽によるストーリーテリングを展開する。アルバム冒頭の楽曲「ショート・ピープル」は全米2位を記録した。アルバムは米国のBillboard 200チャートにおいて最高位9位を記録しており、これはニューマンのアルバムでは現時点では最高の成績である。

## 概要
本作の演奏とバック・ボーカルの一部は、イーグルスのメンバーが担当している。具体的には、グレン・フライが2曲でギターを、ジョー・ウォルシュが3曲でギターを弾いているのを始め、ドン・ヘンリーとティモシー・B・シュミットがそれぞれ1曲ずつバック・ボーカルで参加している。フライとJ.D.サウザーはかつてロングブランチ・ペニーホイッスルというデュオで活動していたが、この2人が3曲でバック・ボーカルを務めている。
ニューマンは全曲を作詞作曲し、指揮とキーボードも担当している。シンセサイザーはマイケル・ボディカーがプログラミングを担当した。
1977年9月、イギリスの音楽誌『NME』が掲載したインタビューの中で、ニューマンは本作について皮肉を交えて以下の通り語っている：
子ども殺しの歌が収録されています。それはかなり楽観的なものです。多分ね。「Jolly Coppers on Parade」という曲がありますが、これは反警察の歌という訳でもありません。もしかすると、これはファシストの歌かもしれません。この時点で私は気づいていなかったのです。「Rider in the Rain」は私がカウボーイになっています。馬鹿げていると思いますよ。この曲はイーグルスが参加しています。この作品のいいところですね。「Short People」という曲もあります。これは単なる冗談なんですよ。私はアルバムの他の曲の方が好きですが、聴き手はこの曲が好きなんです。
「Baltimore」は、ニーナ・シモン、ニルス・ロフグレン、ザ・タムリンズ、デヴィッド・グレイ、ビリー・マッケンジー、リアン・ラ・ハヴァス、ジャズミン・サリヴァン、ミンク・ストールらによってカバーされている。「In Germany Before the War」はイギリスのバンド、ディーゼル・パーク・ウエストが1992年のカバー・アルバム『God Only Knows』で取り上げている他、マリアンヌ・フェイスフルも2009年のアルバム『イージー・カム・イージー・ゴー』でカバーしている。一方、「I’ll Be Home」は本作以前にニューマンによって書かれ、元々はハリー・ニルソンが1970年にレコーディングして彼のアルバム『ランディ・ニューマンを歌う』に収録された。続いてティム・ハーディンがレコーディングし、彼の1972年のアルバム『ペインテッド・ヘッド』に収録された。
アルバム・ジャケットのアートワークはボブ・セイドマン撮影のランディ・ニューマンのポートレートである。この写真はロサンゼルスの金融街に位置するウェスト・セヴンス・ストリートから州間高速道路110号線を見下ろす場所にニューマンが立っている姿を捉えている。

## 評価
| 専門評論家によるレビュー          | 専門評論家によるレビュー |
| レビュー・スコア                  | レビュー・スコア         |
| 出典                              | 評価                     |
| --------------------------------- | ------------------------ |
| AllMusic                          | [ 3 ]                    |
| The Encyclopedia of Popular Music | [ 4 ]                    |
| Rolling Stone                     | [ 5 ]                    |
| The Village Voice                 | B+                       |

ニューヨーク・タイムズは、『小さな犯罪者』は口頭の洒落に相当するものを音楽で実現したニューマンの初めてのアルバムであるとの見解を示した。レコード・ワールドは次のコメントをしている。「Baltimore」は真面目で、「Short People」は滑稽だ。本作の印象に残るメロディーと劇的な歌詞は聴くものの心を捉えて離さない。本作は1977年のパズ＆ジョップ・クリティックス・ポールの８位にランクインし、そして2000年には本作はコリン・ラーキンの「市場最高の1000枚のアルバム」の468位に選出されている。

## 収録曲
| 全作詞・作曲: Randy Newman。 |                                                                     |              |              |      |
| #                            | タイトル                                                            | 作詞         | 作曲・編曲   | 時間 |
| 1.                           | 「Short People（ショート・ピープル）」                              | Randy Newman | Randy Newman | 2:54 |
| 2.                           | 「You Can't Fool the Fat Man（太った奴を馬鹿にはできない）」        | Randy Newman | Randy Newman | 2:44 |
| 3.                           | 「Little Criminals（小さな犯罪者）」                                | Randy Newman | Randy Newman | 3:04 |
| 4.                           | 「Texas Girl at the Funeral of Her Father（テキサス娘）」           | Randy Newman | Randy Newman | 2:40 |
| 5.                           | 「Jolly Coppers on Parade（ジョリー・コッパーズ・オン・パレード）」 | Randy Newman | Randy Newman | 3:46 |
| 6.                           | 「In Germany Before the War（嵐の前のドイツにて）」                 | Randy Newman | Randy Newman | 3:39 |

| #   | タイトル                                                                                                  | 作詞 | 作曲・編曲 | 時間 |
| --- | --- | ---- | ---------- | ---- |
| 7.  | 「Sigmund Freud's Impersonation of Albert Einstein in America（フロイトによるアインシュタインの物真似）」 |      |            | 3:02 |
| 8.  | 「Baltimore（ボルチモア）」                                                                               |      |            | 4:02 |
| 9.  | 「I'll Be Home（アイル・ビー・ホーム）」                                                                  |      |            | 2:47 |
| 10. | 「Rider in the Rain（ライダー・イン・ザ・レイン）」                                                       |      |            | 3:54 |
| 11. | 「Kathleen (Catholicism Made Easier)（キャサリーン）」                                                    |      |            | 3:35 |
| 12. | 「Old Man on the Farm（年老いし農夫）」                                                                   |      |            | 2:14 |

## 参加者クレジット
- ランディ・ニューマン (Randy Newman) - ボーカル、キーボード、シンセサイザー
- マイケル・ボディカー (Michael Boddicker) - 追加のシンセサイザーとシンセサイザー・プログラミング

1. 「ショート・ピープル」
  - グレン・フライ (Glenn Frey) - バック・ボーカル
  - J.D.サウザー (JD Souther) - バック・ボーカル
  - ティモシー・B・シュミット (Timothy B. Schmit) - バック・ボーカル
  - クラウス・フォアマン (Klaus Voormann) - ベース
  - ミルト・ホランド (Milt Holland) - コンガ
  - ジム・ケルトナー (Jim Keltner) - ドラムス
  - ワディ・ワクテル (Waddy Wachtel) - ギター
2. 「太った奴を馬鹿にはできない」
  - ウィリー・ウィークス (Willie Weeks) - ベース
  - ミルト・ホランド (Milt Holland) - コンガ
  - アンディ・ニューマーク (Andy Newmark) - ドラムス
3. 「小さな犯罪者」
  - ウィリー・ウィークス (Willie Weeks) - ベース
  - アンディ・ニューマーク (Andy Newmark) - ドラムス
  - リック・マロッタ (Rick Marotta) - ドラムス
  - グレン・フライ  (Glenn Frey) - ギター
  - ジョー・ウォルシュ (Joe Walsh) - ギター、スライド・ギター
  - ミルト・ホランド (Milt Holland) - パーカッション
4. 「テキサス娘」
  - ラルフ・グリアソン (Ralph Grierson) - ピアノ
5. 「ジョリー・コッパーズ・オン・パレード 」
  - クラウス・フォアマン (Klaus Voormann) - ベース
  - ミルト・ホランド (Milt Holland) - コンガ
  - ジム・ケルトナー (Jim Keltner) - ドラムス、テンプル・ブロック
  - ワディ・ワクテル (Waddy Wachtel) - ギター
6. 「嵐の前のドイツにて」
  - 参加者記載なし
7. 「フロイトによるアインシュタインの物真似」
  - ウィリー・ウィークス (Willie Weeks) - ベース
  - ジム・ケルトナー (Jim Keltner) - ドラムス
8. 「ボルチモア」
  - グレン・フライ (Glenn Frey) - バック・ボーカル
  - J.D.サウザー (JD Souther) - バック・ボーカル
  - ウィリー・ウィークス (Willie Weeks) - ベース
  - アンディ・ニューマーク (Andy Newmark) - ドラムス
  - リック・マロッタ (Rick Marotta) - ドラムス
  - グレン・フライ (Glenn Frey) - ギター
  - ミルト・ホランド (Milt Holland) - パーカッション
9. 「アイル・ビー・ホーム」
  - クラウス・フォアマン (Klaus Voormann) - ベース
  - ジム・ケルトナー (Jim Keltner) - ドラムス
  - ワディ・ワクテル (Waddy Wachtel) - ギター
10. 「ライダー・イン・ザ・レイン」
  - ドン・ヘンリー (Don Henley) - バック・ボーカル
  - グレン・フライ (Glenn Frey) - バック・ボーカル
  - J.D.サウザー (JD Souther) - バック・ボーカル
  - ウィリー・ウィークス (Willie Weeks) - ベース
  - リック・マロッタ (Rick Marotta) - ドラムス
  - ワディ・ワクテル (Waddy Wachtel) - ギター
11. 「キャサリーン」
  - ウィリー・ウィークス (Willie Weeks) - ベース
  - リック・マロッタ (Rick Marotta) - ドラムス
  - ジョー・ウォルシュ (Joe Walsh) - ギター
  - ライ・クーダー (Ry Cooder) - マンドリン
12. 「年老いし農夫」
  - ランディ・ニューマン (Randy Newman) - ピアノ

テクニカル
- リー・ハーシュバーグ (Lee Herschberg) - エンジニア
- ロイド・クリフト (Loyd Clifft) - エンジニア
- マイク・サリスベリー (Mike Salisbury) - 表紙デザイン
- ボブ・セイドマン (Bob Seidemann) - 表紙写真（1013 7th Street, Los Angeles, California）[12]

## チャート
| チャート (1977–1978年)                       | 最高位 |
| -------------------------------------------- | ------ |
| オーストラリアのアルバム (Kent Music Report) | 29     |
| カナダのアルバム (RPM)                       | 9      |
| オランダ (MegaCharts)                        | 3      |
| ニュージーランド (RMNZ)                      | 26     |
| US Billboard 200                             | 9      |

| チャート (1977年)                        | 最高位 |
| ---------------------------------------- | ------ |
| オランダのアルバム (アルバム・トップ100) | 18     |
| チャート (1978年)                        | 最高位 |
| カナダRPM 100                            | 47     |
| 米国 Billboard 200                       | 53     |

## 売り上げと受賞
| 国/地域                    | 認定 | 認定/売上数 |
| -------------------------- | ---- | ----------- |
| カナダ (Music Canada)      | Gold | 50,000^     |
| オランダ (NVPI)            | Gold | 50,000^     |
| アメリカ合衆国 (RIAA)      | Gold | 500,000^    |
| ^ 認定のみに基づく出荷枚数 |      |             |